# Ґабріела Кубі
Ґабрієле Кубі (нар. 1944, Констанц, Німеччина) — німецька письменниця, соціолог та публіцистка. Відома тим, що в зрілому віці стала християнкою (католичкою) та публічно критикує гендерні дослідження, ідеї гендерної ідентичності, сексуального розмаїття та інші переконання, які підтримує ЛГБТ-спільнота. Свої дослідження Ґабрієла Кубі представляє широкому загалу в книгах, найвідомішою з яких є «Глобальна сексуальна революція: знищення свободи в ім’я свободи», що стала бестселером. У 2018 році її переклали українською мовою . Також Ґабрієла Кубі розкритикувала мораль серії романів про Гаррі Поттера.

## Особисте життя та робота
Народилася в багатодітній родині та має чимало відомих родичів. Вона є дочкою німецького журналіста, видавця та сценариста Еріха Кубі, сестрою німецького письменника-документаліста та режисера Клеменса Кубі, племінницею німецького фізика-теоретика й одного з творців квантової механіки Вернера Гайзенберга та німецько-британського економіста Ернста Фрідріха Шумахера.
Ґабрієле Кубі вивчала соціологію у Вільному університеті Берліна та Констанцькому університеті (Німеччина), де здобула ступінь магістра.
Працювала соціологинею та перекладачкою.
Ґабріеле Кубі має трьох дітей. Її донька Софія Кубі — також відома німецька письменниця та активістка, теж прихильниця консервативних поглядів.

## Книги
1. «Мій шлях до Марії — Про силу живої віри» (1998)
2. «Гаррі Поттер: Глобальний ривок в окультне язичництво» (2002)
3. «Ґендерна революція ‒ релятивізм у дії» (2006),
4. «Самопізнання — Шлях до серця Ісуса» (2007)
5. «Одержавлення освіти: На шляху до нової ґендер-людини» (2007)
6. «Тільки ти - дайте шанс любові» (2007)
7. «Яків та Ісав або криві шляхи Бога до миру» (2010)
8. «Глобальна сексуальна революція: знищення свободи в ім’я свободи» (2012)
9. «Гендер — нова ідеологія, що руйнує сім'ю» (2014)
10. «Пограбування Бога та інші історії» (2015)
11. «Глобальна сексуальна революція у світлі Фатіми» (2017)
12. «Християнські принципи політичної боротьби» (2017)
13. «Покинуте покоління» (2017)
14. «Твоє тіло - твій дім»[13],[14]